# Butter Honey Pig Bread
Butter Honey Pig Bread est le premier roman de Francesca Ekwuyasi, un roman contemporain publié le 3 septembre 2020 par Arsenal Pulp Press.
Le livre raconte l'histoire de trois femmes, Kambirinachi et ses filles jumelles, Kehinde et Taiye, et se déroule sur trois continents. Ses thèmes principaux incluent la nourriture, la famille et le pardon.

## Contexte
En 2013, après avoir terminé son séjour obligatoire au National Youth Service Corps au Nigeria et en attente de son visa canadien, Ekwuyasi commence à écrire et passe ses journées à lire de la littérature nigériane dans une bibliothèque locale. C'est durant cette période qu'elle écrit Butter Honey Pig Bread.
Ekwuyasi reçoit son visa canadien et déménage à Halifax, poursuivant la rédaction de Butter Honey Pig Bread, sans intention de le publier. Un ami l'encourage cependant à envoyer une copie à Arsenal Pulp Press, et à peu près au moment où son permis de travail canadien prend fin, le manuscrit est accepté.
Le livre est publié et Ekwuyasi obtient également un permis de résidence permanente au Canada.

## Récit
Le livre raconte l'histoire de trois femmes, Kambirinachi et ses filles jumelles, Kehinde et Taiye, et se déroule sur trois continents sur plusieurs décennies. Ses thèmes principaux incluent la nourriture, la famille et le pardon.
Les deux sœurs jumelles Kehinde et Taiye sont séparées de leur mère, qui est schizophrène, ou selon la société Igbo un esprit ne souhaitant pas demeurer dans un corps humain (ogbanje). Ses deux filles tentent de se construire une vie heureuse malgré les déboires qu'elles ont connu. La préparation de la nourriture prend une place importante dans le roman.

## Réception
Butter Honey Pig Bread reçoit lors de sa sortie des critiques positives de Booklist et Publishers Weekly.
Laura Chanoux, écrivant pour Booklist, applaudit l'écriture d'Ekwuyasi : « Les descriptions tout au long du roman... invitent les lecteurs à savourer pleinement la langue d'Ekwuyasi. Son écriture est parfois ludique... Mélangeant une profondeur émotionnelle avec des éléments surnaturels, c'est un début magistral."
D'autres critiques positives viennent du The New Yorker, The Puritan, Hamilton Review of Books The Suburban, This Black Girl Reads, Consumed by Ink et Foreword Reviews.
CBC classe Honey Butter Pig Bread parmi l'un des meilleurs romans canadiens de 2020. Le Globe and Mail et Quill & Quire le classent dans la liste des meilleurs livres de l'année, quel que soit le genre.
Butter Honey Pig Bread est le neuvième livre canadien le plus vendu en 2021.

## Distinctions
- Prix Banque Scotia Giller en 2020[16].
- Prix littéraire du Gouverneur général pour la fiction en 2020[17].
- Prix littéraire Lambda pour la fiction lesbienne en 2020[18],[19].
- Prix Amazon.ca du premier roman en 2021[20].
- CBC Canada lit en 2021[8],[21].